# 650-е годы до н. э.
650-е (шестьсо́т пятидеся́тые) го́ды до на́шей э́ры по пролептическому юлианскому календарю — промежуток времени с 1 января 659 года до н. э. по 31 декабря 650 года до н. э., включающий с 659 по 651 годы 5-го десятилетия  и 650 год 6-го десятилетия VII века 1-го тысячелетия до н. э. Им предшествовали 660-е годы до н. э., за ними следовали 640-е годы до н. э. Они закончились 2675 лет назад.

## Важнейшие события
- Ок. 651 — непродолжительное правление в Сузах Аттахамани-Иншушинака, двоюродного брата Теуммана.
- 655—525 — 26-я (ливийская, саисская) династия в Египте.
- 655/664 — 610 — Псамметих становится фараоном, освободив страну от ига Ассирии. Псамметих женат на дочери верховного жреца в Гелиополе. Он заставляет эфиопскую царевну («жену Амона») удочерить свою дочь. Сохранение власти у правителей Гераклеополя и Фив.
- Ок. 655 — царь Элама Уртаки осаждает Вавилон. Армия Ассирии снимает осаду. Бегство Уртаки в Элам.

- 659 — Первый год по эре правления луского князя Си-гуна[1].
- В 1 луне войска Ци, Сун и Цао выступили на помощь Син и остановились в Не-бэй (местность в Син)[2].
- Дисцы снова напали на Син. Союзное войско отогнало ди. Цисцы построили укреплённый город в Ии и пожаловали его правителю Син[3].
- В 6 луне жители Син переселились в И-и, а войска Ци, Сун и Цао построили город в Син[4].
- Циский гун, узнав о смуте в Лу, призвал из Чжу свою младшую сестру Ай-цзян (сестру жены луского Чжуан-гуна) и казнил её из-за распутства в И в 7 луну в день у-чэнь[5], её тело доставили из Ци в Лу, чтобы там выставить в знак позора (тело прибыло в 12 луну, в день дин-сы[6]), но луский гун решил захоронить её[7].
- В 7 луне чусцы воевали с Чжэн[8]. В этом году в луской летописи впервые употреблено название Чу (ранее его называли Цзин).
- В 8 луне состоялся съезд князей в Чэн (военный), присутствовали князья Ци, Сун, Чжэн, Лу, Цао и посол Чжу[9] — четвёртый из тех, в которых участвовал Хуань-гун, и второй как гегемон[10].
- В 9 луне луский гун разбил чжуское войско в местности Янь[11].
- В 10 луне, в день жэнь-у луский гун-цзы Ю разбил войско Цзюй при Ли (местность в Лу) и пленил цзюйского сановника На[12].
- (? дата неясна) Поход циского Хуань-гуна на юго-восток против «порочных чжухоу» Лай, Цзюй, Сюйи, У, Юэ и других, приведено к покорности 31 владение[13].
- Луский Ли-гун пожаловал своему дяде Цзи-ю владение в Би на северном берегу реки Вэньшуй и сделал его первым советником[14].
- Циньский Му-гун лично повёл войска против племени маоцзинь и победил его[15].